# Semaeopus deflexa
Semaeopus deflexa là một loài bướm đêm trong họ Geometridae.